# Dicheirinia archeri
Dicheirinia archeri är en svampart som beskrevs av Cummins 1937. Dicheirinia archeri ingår i släktet Dicheirinia och familjen Raveneliaceae.   Inga underarter finns listade i Catalogue of Life.